# Горисский район
Горисский район — административно-территориальная единица в составе Армянской ССР и Армении, существовавшая в 1930—1995 годах. Центр — Горис.

## История
Горисский район был образован в 1930 году. 
Упразднён в 1995 году при переходе Армении на новое административно-территориальное деление.

## География
На 1 января 1948 года территория района составляла 752 км². 

## Административное деление
По состоянию на 1948 год район включал 1 город (Горис) и 21 сельсовет: Азаташенский, Барцраванский, Баяндурский, Веришенский, Галидзорский, Караунджский, Карашенский, Керуский, Корнидзорский, Сваранцский, Тандзатапский, Татевский, Техский, Хнацахский, Хидзоресский, Хознаварский, Хотский, Шамсузский, Шинуайрский, Шурнухский, Яйджинский.